# Alucita spilodesma
Alucita spilodesma är en fjärilsart som beskrevs av Edward Meyrick 1907. Alucita spilodesma ingår i släktet Alucita och familjen mångfliksmott, (Alucitidae). Inga underarter finns listade i Catalogue of Life.